# Agylla normalis
Agylla normalis là một loài bướm đêm thuộc phân họ Arctiinae, họ Erebidae.